# Turquia nos Jogos Olímpicos de Verão de 2016
Turquia participou dos Jogos Olímpicos de Verão de 2016, que foram realizados na cidade do Rio de Janeiro, no Brasil, entre os dias 5 e 21 de agosto de 2016.
O atleta Daniyar Ismayilov ganhou a medalha de prata no Levantamento de peso até 69kg masculino no dia 10 de agosto de 2016, levantando 351kg.
O atleta Riza Kayaalp ganhou a medalha de prata na Luta greco-romana 130kg masculino no dia 15 de agosto de 2016, em disputa com o cubano Mijain Lopez Nunez.
O atleta Cenk Ildem ganhou uma medalha de bronze na Luta greco-romana 98kg masculino no dia 16 de agosto de 2016, vencendo por 4x0 o romeno Alin Alexuc Ciurariu.
O atleta Yasmani Copello ganhou a medalha de bronze no Atletismo 400m com barreiras masculino no dia 18 de agosto de 2016, com a marca de 47.92.
A atleta Nur Tatar ganhou a medalha de bronze no Taekwondo até 67kg feminino no dia 19 de agosto de 2016. 
O atleta Soner Demirtas ganhou a medalha de bronze na Luta livre olímpica 74kg masculino no dia 19 de agosto, vencendo por 6x0 o lutador do Cazaquistão Galymzhan Usserbayev.

## Natação
| Atleta                 | Prova        | Eliminatórias | Eliminatórias | Semifinal | Semifinal | Final       | Final       |
| Atleta                 | Prova        | Tempo         | Pos.          | Tempo     | Pos.      | Tempo       | Pos.        |
| ---------------------- | ------------ | ------------- | ------------- | --------- | --------- | ----------- | ----------- |
| Viktoriya Zeynep Güneş | 400 m medley | 4:41,79       | 18º           | —         | —         | Não avançou | Não avançou |

| Atleta      | Prova       | Eliminatórias | Eliminatórias | Semifinal | Semifinal | Final       | Final       |
| Atleta      | Prova       | Tempo         | Pos.          | Tempo     | Pos.      | Tempo       | Pos.        |
| ----------- | ----------- | ------------- | ------------- | --------- | --------- | ----------- | ----------- |
| Nezir Karap | 400 m livre | 3:58,37       | 43º           | —         | —         | Não avançou | Não avançou |